# 204786 Wehlau
204786 Wehlau è un asteroide della fascia principale. Scoperto nel 2006, presenta un'orbita caratterizzata da un semiasse maggiore pari a 2,5855887 UA e da un'eccentricità di 0,0515753, inclinata di 0,38703° rispetto all'eclittica.
L'asteroide è dedicato all'astronomo canadese di nascita statunitense William Henry Wehlau.